# Borrowed Time (single van John Lennon)
Borrowed Time is een postuum uitgebrachte single van John Lennon. Het verscheen in 1984 en is afkomstig van Milk and Honey, het album met restopnamen van de sessies voor Double Fantasy (1980). De B-kant is Your Hands van Yoko Ono.

## Geschiedenis
Lennon schreef de tekst tijdens een zeilvakantie naar Bermuda waar hij Hallelujah Time hoorde, een nummer van reggaezanger Bunny Wailer (Bob Marley & The Wailers)  met de zinsregel "living on borrowed time". Lennon voelde zich aangesproken omdat hij naar eigen zeggen in reservetijd leefde; "Maar laten we eerlijk zijn, dat geldt voor ons allemaal ".
Op 22 juni 1980 nam hij de demo op met alleen een akoestische gitaar en gedubbelde zang; deze verscheen in 1998 op het album John Lennon Anthology. Een poging tot een reggaeversie volgde 6 augustus, maar tot grote teleurstelling van Lennon bleken de muzikanten dit genre niet te beheersen, en de geplande blazerspartij zou nooit worden toegevoegd. In maart 1984, drie-en-een-half jaar later na de moord op Lennon, werd het onafgemaakte nummer op single uitgebracht als opvolger van Nobody Told Me. Het haalde een 32e plaats in de Britse top 40. In 2007 nam de Amerikaanse rockband O.A.R. een cover op voor het tribute album Instant Karma: The Amnesty International Campaign to Save Darfur.